# 알카이오스 (미케네인)
알카이오스(Ἀλκαῖος)는 그리스 신화에 등장하는 인물로 뜻은 용감한 자 라는 뜻이다. 페르세우스의 아들이자 헤라클레스의 외증조부였다. 아버지는 미케네의 왕 페르세우스였고, 어머니는 이오페의 왕 케페우스와 카시오페이아의 딸인 안드로메다였다. 미케네와 티린스의 왕 엘렉트리온의 형이었다. 미데아의 왕이었고, 부왕으로부터 미케네와 아르고스를 물려받았다.
알카이오스는 보이오티아의 테스피오스 산에 나타나 농작물을 황폐화시키는 사자를 때려잡았다 한다. 그러나 이 전설은 후에 헤라클레스가 보이오티아의 사자를 격퇴한 전설과 혼동되기도 한다. 펠로폰네소스반도의 지배자인 펠롭스의 딸 아스티다메이아, 데이다메이아 등과 결혼하여 암피트리온과 아낙소 등의 자녀를 두었다. 딸 아낙소는 그의 동생 엘렉트리온과 결혼했고, 아들은 암피트리온이다. 엘렉트리온과 아낙소의 딸은 알크메네로 알크메네는 헤라클레스의 생모였다. 헤라클레스의 다른 이름은 알카이데스로 알카이오스의 후손이라는 뜻이다.
| 전임 페르세우스 | 미케네와 티린스의 왕 | 후임 엘렉트리온 |